# Peter Mutharika
Arthur Peter Mutharika (18 de julio de 1940) es un político, educador y abogado malauí. Fue Presidente de Malaui desde el 31 de mayo de 2014 hasta el 28 de junio de 2020.

## Biografía
Mutharika ha trabajado en el área de la justicia internacional a nivel internacional. Es un experto en derecho económico internacional, derecho internacional y derecho constitucional comparado. Sirvió informalmente como asesor de su hermano mayor, el presidente Bingu wa Mutharika, en cuestiones de política exterior y nacional desde el inicio de su campaña electoral hasta la muerte del presidente, el 5 de abril de 2012. También ha ocupado cargos como Ministro de Justicia y más tarde como Ministro de Educación, Ciencia y Tecnología. Mutharika también se desempeñó como Ministro de Relaciones Exteriores de 2011 a 2012. Fue acusado de ayudar a las relaciones de puente entre Malaui y el Reino Unido debido al deterioro de la diplomacia pública entre los dos países después de la controversia Chocrane-Dyet. Es sospechoso de haber intentado ocultar la muerte de su hermano en 2012, y luego intrigado para evitar que la Vicepresidenta Joyce Banda heredara la presidencia, como exige la Constitución.
Como candidato del Partido Demócrata Progresista (DPP), Peter Mutharika fue elegido presidente de Malaui en la elección de 2014, luego de una fuerte disputa con Joyce Banda, quien impugnaba los comicios por considerarlos irregulares. Es presbiteriano.
Su primer mandato estuvo marcado por un fuerte descontento popular, debido a la corrupción, la escasez de alimentos y los cortes de electricidad. En 2018, miles de personas salieron a las calles en varias ciudades del país para denunciar los escándalos de corrupción.
Él mismo está involucrado en un caso de soborno, sospechoso de haber recibido más de 200.000 dólares de un empresario que había obtenido un contrato multimillonario con la policía.
Mutharika fue reelegido en los comicios de 2019, pero las autoridades invalidaron las elecciones tras detectarse irregularidades. Tras la repetición del proceso en 2020, resultó elegido Lazarus Chakwera del Partido del Congreso de Malaui (MCP).
En agosto de 2021, el Tribunal Constitucional examina un recurso interpuesto por el Partido Demócrata Progresista de Peter Mutharika. Pide la cancelación de las elecciones presidenciales de 2020 porque a cuatro de sus representantes se les había prohibido formar parte de la Comisión Electoral.

## Premios
Es un ganador del Premio Internacional de Juristas 2008.